# Odostomia pulcherrima
Odostomia pulcherrima es una especie de caracol de mar, molusco gasterópodo marino de la familia Pyramidellidae.
Esta especie se encuentra en el Océano Pacífico, frente a la Isla Terminal, California.